# Manduraga
Manduraga is een bestuurslaag in het regentschap Purbalingga van de provincie Midden-Java, Indonesië. Manduraga telt 1565 inwoners (volkstelling 2010).